# 2872 Джентелек
2872 Джентелек (2872 Gentelec) — астероїд головного поясу, відкритий 5 вересня 1981 року.
Тіссеранів параметр щодо Юпітера — 3,338.